# Mortel (betontype)

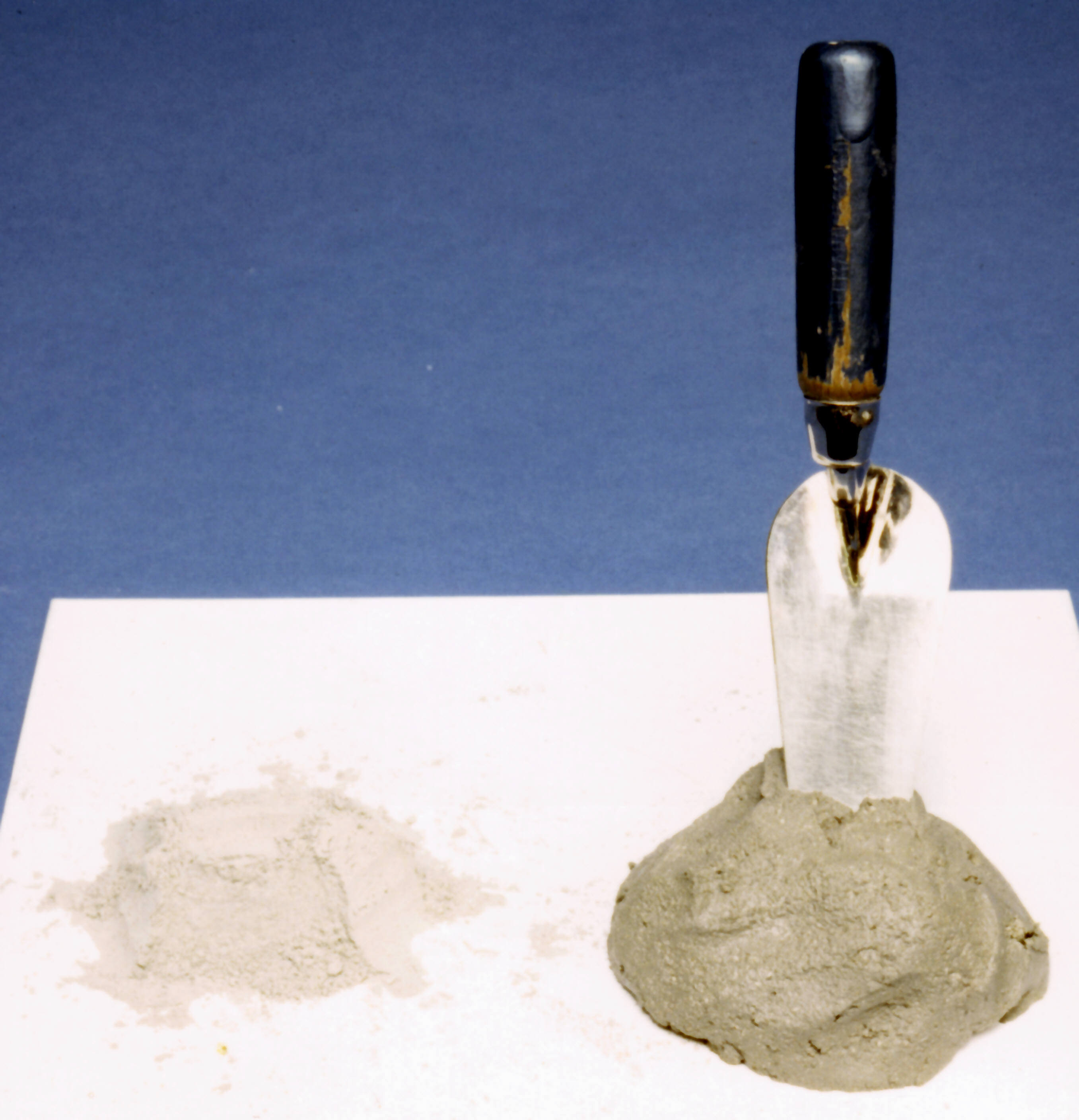
Troffel en brandwerend mortel

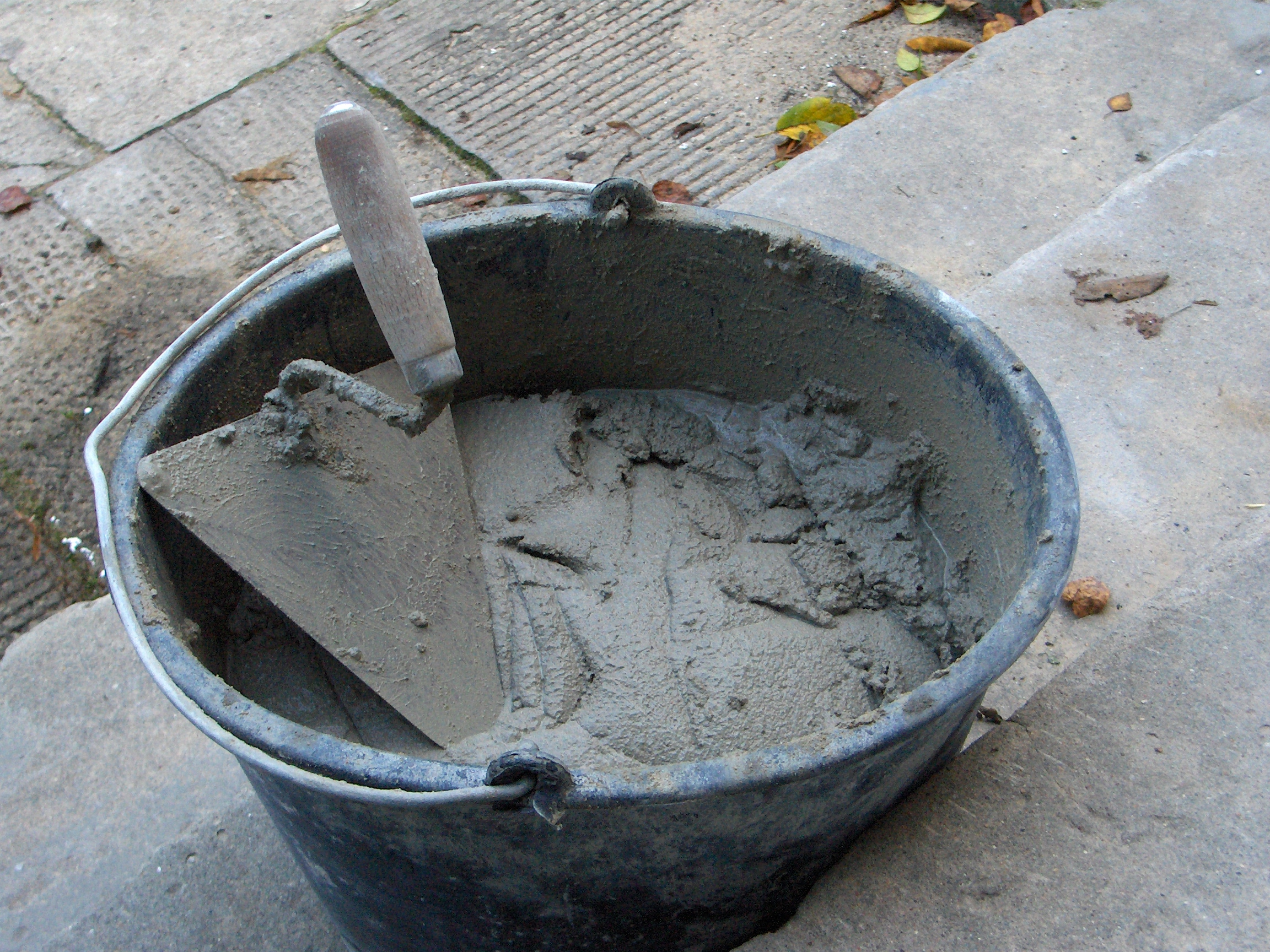
Een troffel en specie in een emmer

Een mortel of specie is een fijn betontype. Specie wordt gebruikt om te metselen (bakstenen met elkaar te verbinden), tegelen, stukadoren, voegen enzovoort.
Ook wordt de term 'mortel' wel gebruikt voor reparatie- of restauratiemiddelen ter herstel van natuursteen, beelden en monumenten.

## Samenstelling
Vroeger bestonden mortels voornamelijk uit zand met kalk, met aldus weinig sterkte (minder dan die van de bakstenen). Het soort mét zand werd mastiek genoemd. Vandaag de dag bevatten mortels cement, waardoor de sterkte veel hoger is (zelfs hoger dan die van de bakstenen). Een gevolg hiervan is dat scheuren in oude muren door de mortel lopen; in moderne muren loopt de scheur door de bakstenen.
Mortelspecie wordt gewoonlijk samengesteld uit 1 deel bindmiddel, 3 delen granulaat en 1 deel water. Indien goed vermengd, zorgt deze verhouding voor een optimale sterkte na uitharding. Meer bindmiddel verbetert de waterdichtheid, maar maakt de specie duurder; meer granulaat verzwakt de sterkte van het resultaat.
Het bindmiddel is gewoonlijk portlandcement, soms gemengd met kalk om de specie smeuïger en zo beter verwerkbaar te maken.
Rivierzand; Rijnzand, geel zand en/of wit zand worden het meest toegepast. Het water ondergaat een trage chemische reactie met het bindmiddel, zodat de granulaatkorrels aan elkaar kleven en de mortel gaat uitharden.
Additieven kunnen de verwerkbaarheid en het eindresultaat beïnvloeden, b.v. op vlak van smeuïgheid, waterdichtheid, hechting, trekweerstand, kleur, enzovoort.